# Jurema (Pernambuco)
Jurema is een gemeente in de Braziliaanse deelstaat Pernambuco. De gemeente telt 15.552 inwoners (schatting 2009).
De gemeente grenst aan Panelas, Canhotinho, Quipapá en Ibirajuba.

## Geboren in Jurema
- Rinaldo Luís Dias Amorim, "Rinaldo" (1941), voetballer